# Свети Димитър (Маврово)
Вижте пояснителната страница за други значения на Свети Димитър.
„Свети Димитър“ (на гръцки: Αγίου Δημητρίου) е възрожденска православна църква в костурската паланка Маврово (Маврохори), Егейска Македония, Гърция, част от Костурската епархия.
Църквата е построена в 1869 година в северната част на селото върху развалините на по-стар храм. От старата църква са запазени на северната стена близо до олтарното пространство икона на Свети Димитър с чудеса и на иконостаса икона на Свети Йоан Предтеча и икона на Свети Николай. Средата на иконостаса с два реда икони също е от по-стария храм. На проскинитария има много стара икона на Свети Димитър на трон. В женската църква са запазенени три стари икони – на Христос, на Богородица, и на Архангел Михаил, както и обковано със сребро евангелие с надпис „Άπό της Ινσάρκου οικονομίας τοΰ Κυρίου και Θεοΰ και Σωτήρος ημών Ίησοΰ Χρίστου, αχοα [1671]“, в левия ъгъл на корицата пише „Το παρόν Αγιον και Ιερόν Εΰαγγέλιον, υπάρχει τοΰ Αγίο Δημητρίου εκ χώρας Μαΰροβο“, а в десния „Διά συνδρομής Γεωργίου Ιερέως, και των λοιπών ένορειτών“.